# واترگیت (فلوریدا)
واترگیت (به انگلیسی: Watergate) یک منطقهٔ مسکونی در ایالات متحده آمریکا است که در فلوریدا واقع شده‌است. واترگیت ۲٬۹۴۲ نفر جمعیت دارد و ۳٫۹۶ متر بالاتر از سطح دریا واقع شده‌است.